# 喜寶 (小說)
《喜寶》，亦舒系列小說，系列編號24，屬長篇小說。香港小說版本由天地圖書出版，台灣小說版本則由林白出版社出版。該小說講述了劍橋聖三一學院的高材生姜喜寶，為了生活和自身的要強，決定做勗存姿情婦的故事。小說通過描寫喜寶內心自我身份的轉變，以及對聰慧身份轉變後自我價值的烘托，表現了亦舒對於1980年代香港女性身份的探索。除小說版本，亦曾改編成廣播劇及電影。

## 小說簡介
富家女勗聰慧和劍橋高材生姜喜寶在飛機上偶遇並留下了聯繫方式。隨後聰慧又熱情地邀請剛認識的喜寶參加自己與宋家明的訂婚家宴，其實是意在借此機會撮合她和哥哥勗聰恕。但戲劇性的是，喜寶酒過三巡卸下了初來乍到時的拘謹，她自然流露出的嫵媚、狡黠和獨具個性的談吐卻吸引了聰慧的父親勗存姿，於是存姿也對她展開了追求。在這對父子的雙重夾擊下，喜寶選擇了勗存姿，做了他的情婦。喜寶為自己爭取到了物質生活上的極大滿足，但她卻無法忽視勗存姿的蒼老和自己身心的虛空。
此時，喜寶不由自主地被年輕的德裔物理學家漢斯吸引。他們可以自在談論各自感興趣的話題，喜寶可以最大程度地做自己，這也滿足了她情緒和情感上的需要。但是，在一段以青春換取金錢的寄生關系中，這樣的要求顯然是奢望，勗存姿竟然當著她的面殺死了她的愛人。此時喜寶才發現，她已深陷絕望的泥沼無法掙脫。原本她曾想靠勗存姿的供養修完劍橋大學的學業，達到自立的目的，但結果是自己完全放棄了學業。幾年後，勗存姿去世，喜寶得到他留下的巨大遺產，卻已青春不再，也失去了愛的勇氣和力量。

## 廣播劇
- 香港電台於1981年首播《喜寶》廣播劇，合共20集。
- 編導：李安求
- 演出：
- 車森梅 飾演 姜喜寶
- 陳炳球 飾演 勗存姿
- 楊麗仙 飾演 勗聰慧
- 林友榮 飾演 勗聰恕
- 何錦華 飾演 勗聰憩
- 劉安東 飾演 宋家明
- 傅菁葦 飾演 漢斯
- 陳偉康 飾演 韓國泰
- 張志輝 飾演 阮丹尼
- 丁茵 飾演 姜詠麗
- 何楚雲 飾演 辛普森太太

## 電影
- 《喜寶》(The Story of Haybo)電影於1988年在香港上映。
  - 監製：方平
  - 導演：李欣頤
  - 黎燕珊 飾演 姜喜寶
  - 柯俊雄 飾演 勗存姿
  - 方中信 飾演 阮丹尼
  - 羅慧娟 飾演 勗聰慧

- 《喜寶》電影於2020年在中國大陸上映。
  - 導演：王丹陽
  - 郭采潔 飾演 姜喜寶
  - 張國柱  飾演 勗存姿